# Carebara sicheli
Carebara sicheli é uma espécie de inseto do gênero Carebara, pertencente à família Formicidae.